# Don Messick
Donald Earle Messick (* 7. September 1926 in Buffalo, New York, Vereinigte Staaten; † 24. Oktober 1997 in Salinas, Kalifornien, Vereinigte Staaten) war ein US-amerikanischer Synchronsprecher, Drehbuchautor, Bühnenschauspieler und Sprecher, der bekannt ist für Scooby-Doo und Hanna-Barbera Cartoons.

## Leben
Don Messick wurde 1926 in Buffalo, im US-Bundesstaat New York als Sohn von Lena und Binford Messick geboren. Er wuchs bei seinen Großeltern mütterlicherseits [Quellenangabe erforderlich] im Stadtteil Bolton Hill in Baltimore auf.
Zunächst wollte Messick Bauchredner werden und verdiente in den späten 1940er und frühen 1950er Jahren sogar zeitweise seinen Lebensunterhalt als Bauchredner. Im Alter von 15 Jahren trat Messick vor dem Programmmanager und Chefansager des Radiosenders WBOC in Salisbury, Maryland, auf und erhielt seine eigene wöchentliche Show, für die Messick alle Stimmen und Soundeffekte der Charaktere spielte.
Ein Jahr später, nachdem er die High School abgeschlossen hatte, zog Messick zurück nach Baltimore und wandte sich an den Radiosender WCAO, Hanna Barbera, um seine Ein-Mann-Show auf Sendung zu bringen. Messick arbeitete daran seinen Baltimore-Akzent zu reduzieren, da sein Manager der WCAO als Hindernis für seine Radiokarriere ansah. In dieser Zeit starb auch sein Vater. 1944 kam er zur US-Armee und arbeite 20 Monate bei den Special Services. Nach dem Krieg sprach er ein Hörspiel in San Francisco ein.
Seinen ersten Auftritt absolvierte Messick 1951 in der Fernsehserie The Adventures of Patches. 1954 erhielt er einen Job bei den Metro-Goldwyn-Mayer (MGM) Cartoon Studios, wo ihm die Rolle des Droopy the Dog übertragen wurde, die er drei Jahre lang innehatte. 1957 eröffneten William Hanna und Joseph Barbera ihr eigenes Studio, und engagierten Messick und seinen Freund Daws Butler als ihre Hauptsprecher. 1957 bis 1960 erhielt er seine erste wiederkehrende Rolle in der Fernsehserie Ruff and Reddy. 1964 folgte sein Spielfilmdebüt in dem Film Yogi Bärs Abenteuer. In der englischen Fassung der Fernsehserie Die Schlümpfe sprach Messick von 1981 bis 1989 Papa Schlumpf.
Im September 1996 erlitt er während der Aufnahmen zu „The Real Adventures of Jonny Quest“ einen Schlaganfall, woraufhin er seinen Rücktritt bekannt gab. Ein Jahr später erlag er im Alter von 71 Jahren einem zweiten Schlaganfall.
Am 10. Oktober 1949 heiratete er Helen M. McHugh. Sie hatten zwei Kinder.

## Filmografie
- 1951: The Adventures of Patches (Fernsehserie)
- 1957–1960: Ruff and Reddy (The Ruff & Reddy Show, Fernsehserie, 156 Folgen, Stimme)
- 1958: The Adventures of Spunky and Tadpole (Fernsehserie, 4 Folgen, Stimme)
- 1958–1961: Hucky und seine Freunde (The Huckleberry Hound Show, Fernsehserie, 58 Folgen, Stimme)
- 1959: Matty’s Funday Funnies (Fernsehserie)
- 1959–1961: Quick und seine Freunde (The Quick Draw McGraw Show, Fernsehserie, 25 Folgen, Stimme)
- 1959–1962: Snooper and Blabber (Webserie, 27 Folgen, Stimme)
- 1960–1961: Pit und Pitty (Augie Doggie and Doggie Daddy, Webserie, 7 Folgen, Stimme)
- 1960–1966: Familie Feuerstein (The Flintstones, Fernsehserie, 85 Folgen, Stimme)
- 1961: Hokey Wolf (Webserie, 8 Folgen, Stimme)
- 1961: Yogibär (The Yogi Bear Show, Webserie, 33 Folgen, Stimme)
- 1961–1962: Superkater (Top Cat, Fernsehserie, 13 Folgen, Stimme)
- 1962: The Alvin Show (Fernsehserie, 4 Folgen, Stimme)
- 1962–1963: Wally Gator (Webserie, 53 Folgen, Stimme)
- 1962–1963: Touché Turtle and Dum Dum (Webserie, 25 Folgen, Stimme)
- 1962–1963: The New Hanna-Barbera Cartoon Series (The Hanna-Barbera New Cartoon Series, Fernsehserie, 52 Folgen, Stimme)
- 1962–1963: Lippy the Lion and Hardy Har Har (Lippy the Lion, Webserie, 28 Folgen, Stimme)
- 1962–1987: Die Jetsons (The Jetsons, Fernsehserie, 72 Folgen, Stimme)
- 1963: Gumby (Fernsehserie, 3 Folgen, Stimme)
- 1964: Yogi Bärs Abenteuer (Hey There, It’s Yogi Bear!, Stimme)
- 1964: Mr. Magoo (The Famous Adventures of Mr. Magoo, Fernsehserie)
- 1964: Valentine’s Day (Fernsehserie, Folge 1x05, Stimme)
- 1964–1965: Jonny Quest (Fernsehserie, 26 Folgen, Stimme)
- 1964–1966: The Peter Potamus Show (Webserie, 27 Folgen, Stimme)
- 1964–1966: Breezly and Sneezly (Webserie, 3 Folgen, Stimme)
- 1964–1966: Punkin’ Puss & Mushmouse (Fernsehserie, 3 Folgen, Stimme)
- 1964–1966: The Magilla Gorilla Show (Fernsehserie, 10 Folgen, Stimme)
- 1964–1966: Ricochet Rabbit & Droop-a-Long (Webserie, 23 Folgen, Stimme)
- 1965–1966: Alexander Prächtig, der singende Hund (Precious Pupp, Fernsehserie, 26 Folgen)
- 1965–1966: A. Tom Ameise und seine Freunde (Atom Ant, Fernsehserie, 26 Folgen, Stimme)
- 1965–1966: Siegfried Sqirrel (The Secret Squirrel Show, Fernsehserie, 18 Folgen, Stimme)
- 1966: The Hillbilly Bears (Fernsehserie, 13 Folgen)
- 1966: Yippee, Yappee and Yahooey (Webserie, Folge 2x06, Stimme)
- 1966: Alice in Wonderland (The New Alice in Wonderland, Fernsehfilm, Stimme)
- 1966: Mister Feuerstein lebt gefährlich (The Man Called Flintstone, Stimme)
- 1966: Die Space-Kids (Space Kidettes, Fernsehserie)
- 1966: Dick & Doof (Laurel and Hardy, Fernsehserie, 20 Folgen, Stimme)
- 1966–1967: Frankenstein, Jr. and the Impossibles (The Impossibles, Fernsehserie, 18 Folgen, Stimme)
- 1966–1968: Space Ghost (Space Ghost and Dino Boy, Fernsehserie, 20 Folgen, Stimme)
- 1967: Jack und die Wunderbohnen (Jack and the Beanstalk, Fernsehfilm, Stimme)
- 1967: Galaxy Trio (Webserie, 20 Folgen, Stimme)
- 1967: Off to See the Wizard (Fernsehserie)
- 1967: Super President (Fernsehserie)
- 1967: Abbott und Costello (Abbott & Costello, Fernsehserie)
- 1967: A. Tom Ameise und seine Freunde (The Atom Ant/Secret Squirrel Show, Fernsehserie)
- 1967: Moby Dick and Mighty Mightor (Fernsehserie, 6 Folgen, Stimme)
- 1967: Die Fantastischen Vier (Fantastic Four, Fernsehserie, Folge 1x07, Stimme)
- 1967: The Herculoids (Webserie, 4 Folgen, Stimme)
- 1967: Shazzan! (Fernsehserie, 10 Folgen)
- 1967–1968: Birdman und das Galaxy Trio (Birdman And The Galaxy Trio, Fernsehserie, 8 Folgen, Stimme)
- 1968: Micro Ventures (Fernsehserie)
- 1968: The Three Musketeers (Fernsehserie, 18 Folgen, Stimme)
- 1968–1969: Die unwahrscheinlichen Abenteuer des Lemi Gulliver (The Adventures of Gulliver, Fernsehserie, 13 Folgen, Stimme)
- 1968–1969: Wacky Races – Autorennen Total (Wacky Races, Fernsehserie, 17 Folgen, Stimme)
- 1968–1969: Arabian Knights (Fernsehserie, 18 Folgen, Stimme)
- 1968–1969: Neues von Huck Finn, Tom und Becky (New Adventures of Huck Finn, Fernsehserie, 3 Folgen, Stimme)
- 1968–1970: The Banana Splits Adventure Hour (Fernsehserie, 9 Folgen, Stimme)
- 1969: The Archie Comedy Hour (Fernsehserie)
- 1969: Archie and His New Pals (Fernsehfilm, Stimme)
- 1969: The Cattanooga Cats (Cattanooga Cats, Fernsehserie, 17 Folgen, Stimme)
- 1969: Around the World in 79 Days (Fernsehserie, 17 Folgen, Stimme)
- 1969–1970: Fliegende Männer in tollkühnen Kisten (Dastardly and Muttley in Their Flying Machines, Fernsehserie, 17 Folgen, Stimme)
- 1969–1970: The Perils of Penelope Pitstop (Fernsehserie, 7 Folgen, Stimme)
- 1969–1970: Sabrina the Teenage Witch (Fernsehserie, 23 Folgen, Stimme)
- 1969–1970: Scooby Doo, wo bist du? (Scooby-Doo, Where Are You!, Fernsehserie, 25 Folgen, Stimme)
- 1970: Pufnstuf (Stimme)
- 1970: Tales of Washington Irving (Fernsehfilm, Stimme)
- 1970: Doktor Dolittle (Fernsehserie, 11 Folgen, Stimme)
- 1970: Where’s Huddles? (Fernsehserie, 11 Folgen, Stimme)
- 1970: Christmas Is (Fernsehfilm, Stimme)
- 1970–1971: Josie und die Pussycats (Josie and the Pussycats, Fernsehserie, 16 Folgen, Stimme)
- 1970–1975: Loopy de Loop (Fernsehserie, 33 Folgen, Stimme)
- 1971: Andromeda – Tödlicher Staub aus dem All (The Andromeda Strain, Stimme)
- 1971: Curiosity Shop (Fernsehserie)
- 1971: Locki Lockenbär (Help!… It’s the Hair Bear Bunch!, Fernsehserie)
- 1971: Harlem Globetrotters (Fernsehserie, 6 Folgen, Stimme)
- 1971: James Bond 007 – Diamantenfieber (Diamonds Are Forever)
- 1971–1972: The Pebbles and Bamm-Bamm Show (Fernsehserie, 16 Folgen, Stimme)
- 1971–1972: The Funky Phantom (Fernsehserie, 17 Folgen, Stimme)
- 1972: Die Feuerstein Comedy Show (The Flintstone Comedy Hour, Fernsehserie)
- 1972: Die Barkleys (The Barkleys, Fernsehserie, 3 Folgen)
- 1972: The Thanksgiving That Almost Wasn’t (Fernsehfilm, Stimme)
- 1972: Wartet nur, bis Vater kommt (Wait Till Your Father Gets Home, Fernsehserie, Folge 1x12, Stimme)
- 1972: Die Houndcats (The Houndcats, Fernsehserie, 12 Folgen, Stimme)
- 1972: A Christmas Story (Fernsehfilm, Stimme)
- 1972: The Amazing Chan and the Chan Clan (Fernsehserie, 16 Folgen, Stimme)
- 1972: Josie and the Pussy Cats in Outer Space (Fernsehserie, 16 Folgen, Stimme)
- 1972–1973: The ABC Saturday Superstar Movie (Fernsehserie, 6 Folgen, Stimme)
- 1972–1973: The New Scooby-Doo Movies (Fernsehserie, 24 Folgen, Stimme)
- 1973: Zuckermanns Farm – Wilbur im Glück (Charlotte’s Web, Stimme)
- 1973: Jeannie (Fernsehserie)
- 1973: Die Addams Family (The Addams Family, Fernsehserie, 2 Folgen, Stimme)
- 1973: Bailey’s Comets (Fernsehserie, 4 Folgen, Stimme)
- 1973: Speed Buggy (Fernsehserie, Folge 1x08)
- 1973: Inch High, Private Eye (Fernsehserie, 13 Folgen, Stimme)
- 1973: Yogis Gang (Fernsehserie, 4 Folgen, Stimme)
- 1974: These Are the Days (Fernsehserie)
- 1974: Wheelie and the Chopper Bunch (Fernsehserie, 13 Folgen, Stimme)
- 1974: Partridge Family 2200 A.D. (Fernsehserie, 2 Folgen)
- 1974: Fenn – Hong Kong Pfui (Hong Kong Phooey, Fernsehserie, 3 Folgen, Stimme)
- 1974: The City That Forgot About Christmas (Fernsehfilm, Stimme)
- 1975: The Oddball Couple (Fernsehserie, Folge 1x01, Stimme)
- 1975: The New Tom & Jerry Show (The Tom and Jerry Show, Fernsehserie)
- 1975: The Great Grape Ape Show (Fernsehserie, Folge 1x13, Stimme)
- 1975: The First Christmas: The Story of the First Christmas Snow (Fernsehfilm)
- 1976: Cos (Fernsehserie, Folge 1x02, Stimme)
- 1976: Kriminalhund Murmel... bitte kommen! (The Mumbly Cartoon Show, Fernsehserie, Folge 1x06, Stimme)
- 1976: Dynodog, der Wunderhund (Dynomutt, Dog Wonder, Fernsehserie, 3 Folgen, Stimme)
- 1976: Rudolph’s Shiny New Year (Fernsehfilm, Stimme)
- 1976: Jabberjaw – König der Meere (Jabberjaw, Fernsehserie, 16 Folgen, Stimme)
- 1976: Freedom Is (Fernsehfilm)
- 1976–1978: Die Scooby-Doo-Show (The Scooby-Doo Dynomutt Hour, Fernsehserie, 40 Folgen, Stimme)
- 1977: Kaptain Kool and the Kongs Present ABC All-Star Saturday (Fernsehfilm, Stimme)
- 1977: The Skatebirds (Fernsehserie)
- 1977: C B Bears (Fernsehserie)
- 1977: Fred Flintstone and Friends (Fernsehserie)
- 1977: Baggy Pants (Baggy Pants and the Nitwits, Fernsehserie, Folge 1x12)
- 1977: The Hobbit (Hobbit, Fernsehfilm, Stimme)
- 1977: Nestor, the Long-Eared Christmas Donkey (Fernsehfilm, Stimme)
- 1977: A Flintstone Christmas (Fernsehfilm, Stimme)
- 1977: Heyyy, It’s the King! (Fernsehserie, 13 Folgen, Stimme)
- 1977: Archie’s Bang-Shang Lalapalooza Show (Fernsehserie)
- 1977–1978: Scooby Doo (Scooby’s Laff-A Lympics, Fernsehserie, 4 Folgen, Stimme)
- 1977–1980: Captain Caveman and the Teen Angels (Webserie, 39 Folgen, Stimme)
- 1978: All-Star Comedy Ice Revue (Stimme)
- 1978: Flintstones Little Big League (Fernsehfilm, Stimme)
- 1978: The Hanna-Barbera Happy Hour (Hanna-Barbera Happy Hour, Fernsehserie, Folge 1x02, Stimme)
- 1978: Die Scooby Doo Show (The Scooby-Doo Show, Fernsehserie, Folge 3x03, Stimme)
- 1978: Yogi’s Space Race (Fernsehserie, 13 Folgen, Stimme)
- 1978: Die Fantastischen Vier (The Fantastic Four, Fernsehserie, 13 Folgen, Stimme)
- 1978: Das Powerteam – Superman und Co. (Super Friends, Fernsehserie, 12 Folgen, Stimme)
- 1978: Dinky Dog (The All-New Popeye Hour, Fernsehserie, 16 Folgen, Stimme)
- 1978–1979: Godzilla – Der Retter der Erde (Godzilla: The Series, Fernsehserie, 26 Folgen, Stimme)
- 1979: Amigo and Friends (Cantinflas, Fernsehserie, Folge 1x01, Stimme)
- 1979: The New Fred and Barney Show (Fernsehserie, Folge 1x03, Stimme)
- 1979: ABC Weekend Specials (Fernsehserie, Folge 2x08, Stimme)
- 1979: Rudolph and Frosty’s Christmas in July (Fernsehfilm, Stimme)
- 1979: Fred and Barney Meet The Thing (The Thing, Fernsehserie)
- 1979: Fred’s Weihnachtsshow (The Flintstones Meet Rockula and Frankenstone, Fernsehfilm, Stimme)
- 1979: The Super Globetrotters (Super Globetrotters, Fernsehserie, Folge 1x09, Stimme)
- 1979: Gulliver’s Travels (Fernsehfilm)
- 1979: Fred and Barney Meet the Shmoo (Fernsehserie)
- 1979: Casper’s First Christmas (Fernsehfilm, Stimme)
- 1979: R.O.B.O.D.O.G. (C.H.O.M.P.S., Stimme)
- 1979: Scooby Doo in Hollywood (Scooby Goes Hollywood, Fernsehfilm, Stimme)
- 1979–1980: The Plastic Man Comedy/Adventure Show (The Plastic Man Comedy/Adventure Show, Fernsehserie, 16 Folgen, Stimme)
- 1979–1983: Scooby und Scrappy-Doo (Scooby-Doo and Scrappy-Doo, Fernsehserie, 32 Folgen, Stimme)
- 1980: Pontoffel Pock, Where Are You? (Fernsehfilm, Stimme)
- 1980: The Return of the King (Fernsehfilm, Stimme)
- 1980: The Flintstones’ New Neighbors (Fernsehfilm, Stimme)
- 1980: The Flintstones: Fred’s Final Fling (Fernsehfilm, Stimme)
- 1980: The Flintstone Comedy Show (Fernsehserie, Folge 1x01, Stimme)
- 1980: Yogi Bärs erste Weihnachten (Yogi’s First Christmas, Fernsehfilm, Stimme)
- 1980: Die Monster-Gang (Drak Pack, Fernsehserie, 15 Folgen, Stimme)
- 1980–1981: The Ri¢hie Ri¢h/Scooby-Doo Show (The Richie Rich/Scooby-Doo Show, Fernsehserie, 21 Folgen, Stimme)
- 1980–1981: The Fonz and the Happy Days Gang (Fernsehserie, 24 Folgen, Stimme)
- 1980–1981: Heathcliff (Fernsehserie, 26 Folgen, Stimme)
- 1981: The Flintstones: Wind-Up Wilma (Fernsehfilm, Stimme)
- 1981: Space Ghost und der Dschungelplanet (Space Stars, Fernsehserie, 11 Folgen, Stimme)
- 1981: Trollkins (Fernsehserie, 13 Folgen, Stimme)
- 1981: The Kwicky Koala Show (Fernsehserie, 3 Folgen, Stimme)
- 1981–1982: Spider-Man (Fernsehserie, 26 Folgen, Stimme)
- 1981–1989: Die Schlümpfe (The Smurfs, Fernsehserie, 255 Folgen, Stimme)
- 1982: The Smurfs Springtime Special (Fernsehfilm, Stimme)
- 1982: Witzbuch (Jokebook, Fernsehserie)
- 1982: The Flight of Dragons (Stimme)
- 1982: Das letzte Einhorn (The Last Unicorn, Stimme)
- 1982: The Smurfs Christmas Special (Fernsehfilm, Stimme)
- 1982: The Scooby and Scrappy-Doo Puppy Hour (Fernsehserie, 5 Folgen)
- 1982: Yogi Bear’s All-Star Comedy Christmas Caper (Fernsehfilm, Stimme)
- 1983: CBS Library (Fernsehserie, Folge 3x02, Stimme)
- 1983: The New Scooby and Scrappy-Doo Show (Fernsehserie, 13 Folgen, Stimme)
- 1983: Saturday Supercade (Fernsehserie, 13 Folgen, Stimme)
- 1984: Here Are the Smurfs (Fernsehfilm, Stimme)
- 1984: The Duck Factory (Fernsehserie, 13 Folgen)
- 1984: The Mighty Orbots (Mighty Orbots, Fernsehserie, Folge 1x01, Stimme)
- 1984: Ein Fall für Scooby Doo (The New Scooby-Doo Mysteries, Fernsehserie, 13 Folgen, Stimme)
- 1984: The Get Along Gang (Fernsehserie, 12 Folgen, Stimme)
- 1984: Laugh Busters (Fernsehfilm, Stimme)
- 1984–1985: Der rosarote Panter und seine Söhne (Pink Panther and Sons, Fernsehserie, 2 Folgen, Stimme)
- 1984–1986: Transformers (The Transformers, Fernsehserie, 49 Folgen, Stimme)
- 1985: Action Force: Die neuen Helden (GI Joe: A Real American Hero, Fernsehserie, Folge 1x27, Stimme)
- 1985: Star Fairies (Fernsehfilm, Stimme)
- 1985: Die 13 Geister von Scooby-Doo (The 13 Ghosts of Scooby-Doo, Fernsehserie, 13 Folgen, Stimme)
- 1985–1986: Scooby’s Mystery Funhouse (Fernsehserie, 2 Folgen, Stimme)
- 1985–1986: Galtar mit der goldenen Lanze (Galtar and the Golden Lance, Fernsehserie, 21 Folgen, Stimme)
- 1985–1986: Paw Paws (Fernsehserie, 21 Folgen, Stimme)
- 1985–1988: Yogi auf Schatzsuche (Yogi’s Treasure Hunt, Fernsehserie, 20 Folgen, Stimme)
- 1986: Transformers – Der Kampf um Cybertron (The Transformers: The Movie, Stimme)
- 1986: Smurfquest (Fernsehfilm, Stimme)
- 1986: Die Glimmerlinge (The Glo Friends, Fernsehserie)
- 1986–1987: Jonny Quest (The New Adventures of Jonny Quest, Fernsehserie, 13 Folgen, Stimme)
- 1986–1987: Foofur (Fernsehserie, 16 Folgen, Stimme)
- 1986–1987: Die Wauzis (Pound Puppies, Fernsehserie, 14 Folgen)
- 1987: Yogi’s Great Escape (Fernsehfilm, Stimme)
- 1987: The Real Ghostbusters (Fernsehserie, Folge 2x09, Stimme)
- 1987: Popeye, Sohn und Co. (Popeye and Son, Webserie, 3 Folgen, Stimme)
- 1987: Scooby-Doo und die Boo Brüder (Scooby-Doo Meets the Boo Brothers, Fernsehfilm, Stimme)
- 1987: Die Jetsons treffen die Familie Feuerstein (The Jetsons Meet the Flintstones, Fernsehfilm, Stimme)
- 1987: Abenteuer über den Wolken (Yogi Bear and the Magical Flight of the Spruce Goose, Fernsehfilm, Stimme)
- 1987: DuckTales – Neues aus Entenhausen (DuckTales, Fernsehserie, Folge 1x38 Reise in die Vergangenheit, Stimme)
- 1988: Animal Follies (Stimme)
- 1988: Huckleberry Hound, der einsame Cowboy (The Good, the Bad, and Huckleberry Hound, Fernsehfilm, Stimme)
- 1988: Judy Jetson – Superstar (Rockin’ with Judy Jetson, Fernsehfilm, Stimme)
- 1988: Scooby-Doo und die Geisterschule (Scooby-Doo and the Ghoul School, Fernsehfilm, Stimme)
- 1988: Die neue Yogi Bär Show (The New Yogi Bear Show, Fernsehserie, 45 Folgen, Stimme)
- 1988: Scooby Doo und der widerspenstige Werwolf (Scooby-Doo and the Reluctant Werewolf, Fernsehfilm, Stimme)
- 1988: Yogis Entführung ins Weltall (Yogi and the Invasion of the Space Bears, Fernsehfilm, Stimme)
- 1988–1989: Fantastic Max (Fernsehserie, 3 Folgen, Stimme)
- 1988–1991: A Pup Named Scooby-Doo (Fernsehserie, 27 Folgen, Stimme)
- 1989: Who Shrunk Saturday Morning? (Fernsehfilm, Stimme)
- 1989–1992: Tiny Toon Abenteuer (Tiny Toon Adventures, Fernsehserie, 76 Folgen, Stimme)
- 1990: Comic-Stars gegen Drogen (Cartoon All-Stars to the Rescue, Fernsehfilm, Stimme)
- 1990: Die Jetsons – Der Film (Jetsons: The Movie, Stimme)
- 1990: Rattle’s Roll (Wake, Rattle & Roll, Fernsehserie)
- 1990–1993: Don Coyote und Sancho Panda (The Adventures of Don Coyote and Sancho Panda, Webserie, 33 Folgen, Stimme)
- 1990–1993: Tom & Jerry Kids (Fernsehserie, 20 Folgen, Stimme)
- 1991: Bobby’s World (Fernsehserie, Folge 1x13, Stimme)
- 1991: The Last Halloween (Fernsehfilm, Stimme)
- 1991–1992: Yo Yogi! (Fernsehserie, 19 Folgen, Stimme)
- 1992: Tiny Toons Abenteuer: Total verrückte Ferien (Tiny Toon Adventures: How I Spent My Vacation, Stimme)
- 1992: Tom & Jerry – Der Film (Tom and Jerry: The Movie, Stimme)
- 1992: The Plucky Duck Show (Fernsehserie, 12 Folgen, Stimme)
- 1993: Familie Feuerstein: I Yabba Dabba Du (I Yabba-Dabba Do!, Fernsehfilm, Stimme)
- 1993: Jonny’s Golden Quest (Fernsehfilm, Stimme)
- 1993: Bonkers, der listige Luchs von Hollywood (Bonkers, Webserie, Folge 1x43, Stimme)
- 1993: Die Stars von Hollyrock (Hollyrock-a-Bye Baby, Fernsehfilm, Stimme)
- 1993–1994: Garfield und seine Freunde (Garfield and Friends, Fernsehserie, 7 Folgen, Stimme)
- 1993–1994: Droopy, der Meisterdetektiv (Droopy, Master Detective, Fernsehserie, 4 Folgen, Stimme)
- 1994: Tiny Toons Spring Break (Fernsehfilm, Stimme)
- 1994: Yogi the Easter Bear (Fernsehfilm, Stimme)
- 1994: Scooby-Doo in 1001 Nacht (Scooby-Doo! in Arabian Nights, Fernsehfilm, Stimme)
- 1994: Fred’s Weihnachtsshow (A Flintstones Christmas Carol, Fernsehfilm, Stimme)
- 1995: Zwei dumme Hunde (2 Stupid Dogs, Fernsehserie, Folge 2x11, Stimme)
- 1995: Tiny Toon Adventures: Night Ghoulery (Fernsehfilm, Stimme)
- 1995: Freakazoid! (Webserie, Folge 1x02, Stimme)
- 1995: Jonny Quest Versus the Cyber Insects (Jonny Quest vs. The Cyber Insects, Fernsehfilm, Stimme)
- 1996: The Real Adventures of Jonny Quest (Fernsehserie, 4 Folgen, Stimme)